# Santa Paolina
Santa Paolina è un comune italiano di 1 129 abitanti della provincia di Avellino in Campania. Fa parte della Comunità montana Partenio - Vallo di Lauro.

## Storia

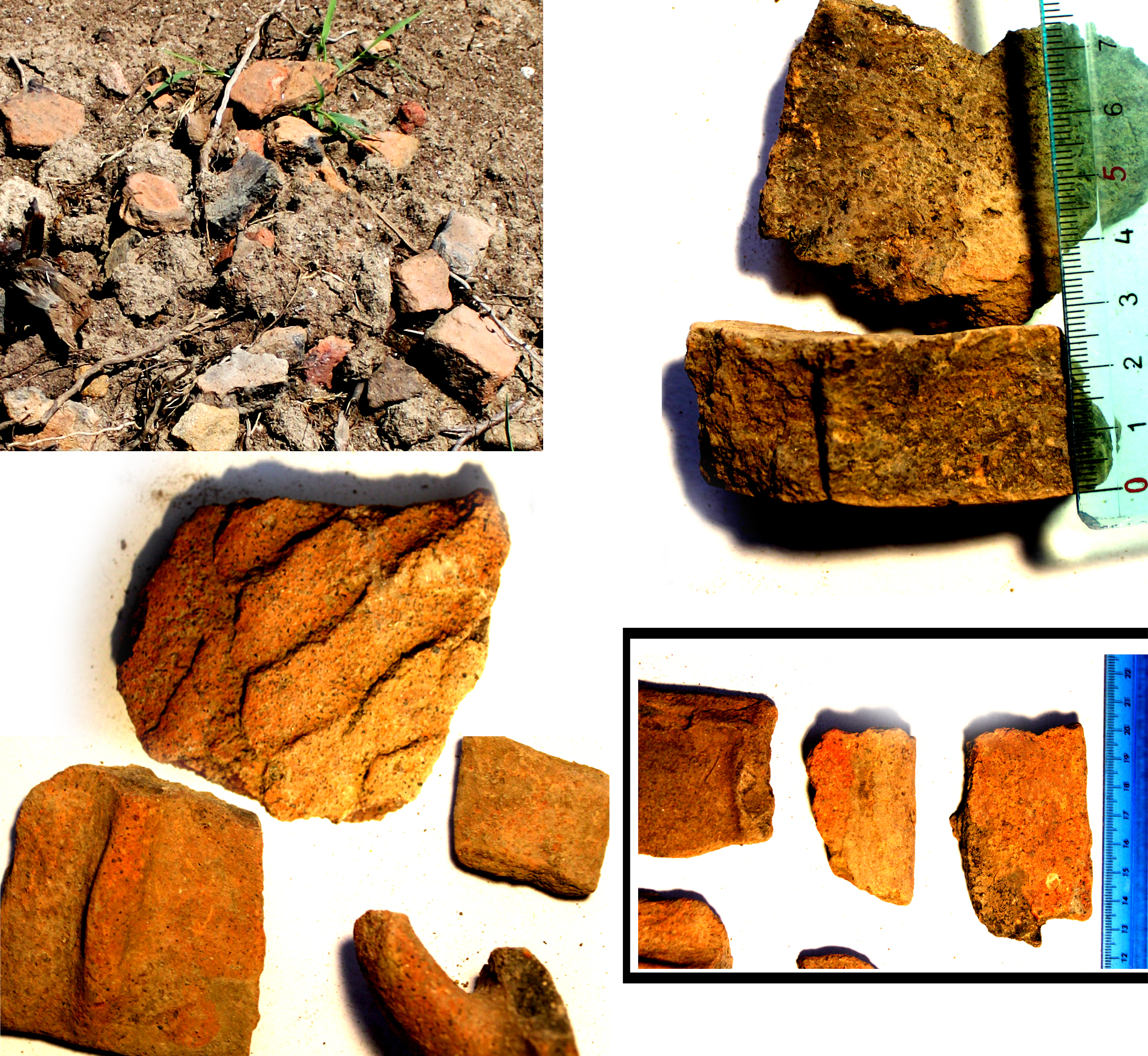
Alcuni reperti archeologici ritrovati lungo un torrente del paese.

L'agro circostante all'attuale centro abitato, risulta frequentato dall'uomo preistorico già in età neolitica; e recenti scoperte rivelano la presenza di una civiltà irpina pre-romana che durante il IX secolo a.C. viveva stabilmente nella valle posta ai piedi del Monte San Felice. Questo insediamento Irpino produceva ceramiche decorate e altri utensili di vario tipo. Si tratta dunque, di una popolazione che viveva in quell'area bagnata dai torrenti: Orsi, Sant'Egidio (di Santa Paolina), Marotta e Picoli. Il ritrovamento di alcuni frammenti relativi a un'antica fornace di grandi dimensioni evidenzia che, questo territorio fu sorgente di elaborate lavorazioni artigianali già a partire dalla tarda età neolitica. Chiaramente, questi manufatti prodotti in tali fabbriche d'epoca pre-romana, probabilmente venivano scambiati o venduti lungo le antiche vie commerciali che, collegavano questa fabbrica arcaica alle antiche polis tipiche delle civiltà Hirpine e Japigie site nelle vallate e lungo i fiumi dell'entroterra appenninico.
In epoca medievale si scopre la destinazione agricola del territorio del centro e delle sue contrade, attraverso un memoriale dell'abbazia longobarda di Santa Sofia, dell'anno 1041 dopo Cristo. In tale pergamena sofiana infatti, si fa riferimento al sito collinare, come una "terra promessa" posta alla fine di un cammino e, sita alla base di una selva, nei pressi di una sorgente; il tutto era alle dirette dipendenze dell'abbazia longobarda e individuabile mediante una chiesa intitolata in onore di San Felice. Invece, attraverso una fonte dell'anno 1083, emerge dalle nebbie del passato, per la prima volta l'attuale toponimo di Santa Paolina. Però, verso il 1270, il sito del paese viene riportato in un inventario dell'Abbazia di Santa Sofia, come Castrum vetus Sancte Pauline, altre fonti accennano già ad un Castrum Vetus et Timplani, nei pressi di Tufo nell'anno 1239, e questo appellativo riferito al medesimo sito indicato nel memoriale sofiano del 1270 indicava il medesimo territorio di Santa Paolina col nome di una famiglia antica "Templano" che sembra essere originaria di Grottaminarda. Questo dato venne confermato anche, nel lungo elenco di paesi citati dal vescovo di Avellino "Francesco", quando venne interrogato dalla Curia napoletana in merito alla pestilenza dell'anno 1296.
Nella storia recente il territorio comunale era diviso in diverse contrade:
La Piazza, la corte del Brecciale e via Ferrere, la rocca della Petrarola, Piazza e via San Rocco "Pino", Capi Jorii, Giallonati, Marotta, "Cierro", San Bernardino, La Sala, Profiche, Casale Santa Lucia, Piana de' Sauri, Casale Castelmozzo, Paoloni, Piezzo, Picoli, la corte di Ponte Zeza (Manganelli), Taverna della Figura, Serra (Tufini), Gnerri e Viturano.

### Simboli
Lo stemma e il gonfalone del comune di Santa Paolina sono stati concessi con decreto del presidente della Repubblica del 5 agosto 2013.
Il gonfalone è un drappo rosso.

## Monumenti e luoghi di interesse[20]

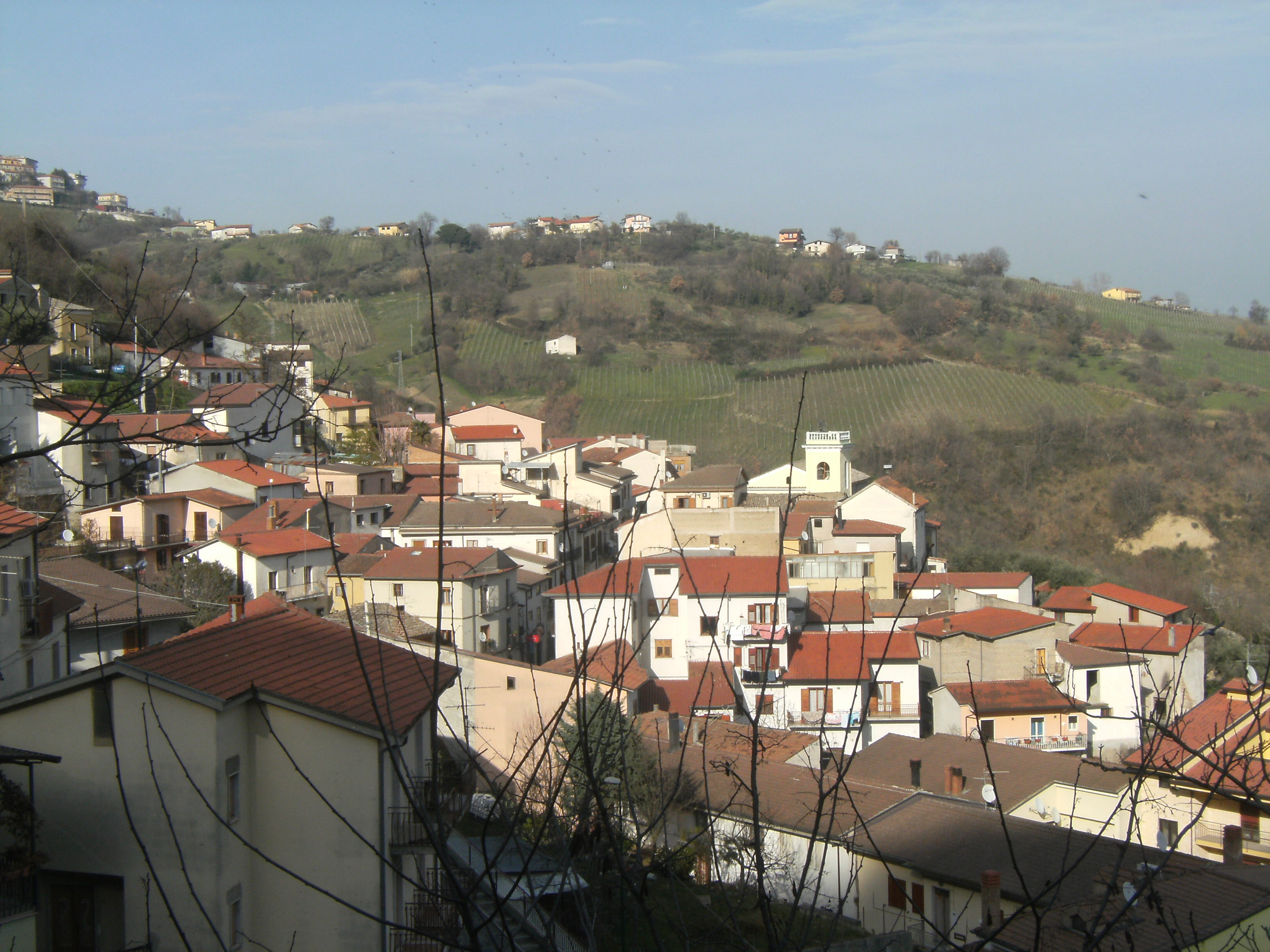
Vista del comune

- Chiesa Madre di Santa Paolina e San Felice
- Chiesa di San Gennaro e Sant'Arcangelo
- Cappella dell'Addolorata in località "Cierro"
- Chiesa di Santa Lucia
- Cappella della Madonna in località Taverna della figura

## Società

### Evoluzione demografica
Abitanti censiti

### Lingue e dialetti
Accanto alla lingua italiana, nel territorio comunale di Santa Paolina è in uso una varietà del dialetto irpino.

## Economia
L'economia del paese si basava in passato, principalmente sull'agricoltura e l'artigianato, c'erano sul territorio fabbriche di ceramiche in zona (Crete). Era tipicamente femminile, la lavorazione del tombolo che vedeva queste donne impegnate in tali lavori, perché il tombolo era una risorsa tipica e, avvalorava l'intraprendenza delle donne dei ceti sociali più poveri che, contribuivano in questo modo ad incrementare l'economia del loro nucleo familiare. Era attivo ma ad oggi poco attivo il commercio di cavalli e animali da soma. La produzione del vitigno Greco di Tufo e dell'Aglianico hanno origini che si perdono nelle nebbie del passato, la prima pergamena che riporta la coltivazione della vite risale all'anno 1168 e indica una località posta tra Viturano e Montaperto, tuttavia le coltivazioni intensive risalgono agli anni '60 del XX secolo..

## Amministrazione

### Sindaci precedenti[23]
1. Carlo Carpenito
2. Federico Consolazio
3. Felice Aufiero
4. Angelantonio Fioretti
5. Francesco Marciano
6. Angelantonio Fioretti (secondo mandato)
7. Tommaso Ciampi (analfabeta)
8. Carmine de'Lipsis (due mandati)
9. Vincenzo Aufiero
10. Felice Aufiero (secondo mandato)
11. Vincenzo Aufiero (secondo mandato)
12. Serafino Dato (di Castelmozzo)
13. Raffaele De Vizia
14. Felice Ricciardelli
15. Francesco Carpenito
16. Raffaele Ciampi
17. Angelo Manganelli
18. Felice Fioretti
19. Francesco Carpenito
20. Angelo Fioretti
21. Errico Carpenito
22. Francesco Aufiero
23. Felice Aufiero
24. Errico Carpenito (secondo mandato)
25. Gaetano Carpenito
26. Pasquale Aufiero
27. Alberto De Buono
28. Quirino Spinelli
29. Felice Censullo
30. Antonio Cecere
31. Alberto De Buono (secondo mandato)
32. Angelo Spinelli
33. Luigi Iandoli
34. Angelina Spinelli
35. Rino Ricciardelli (in carica)